# بوائيات
البُوَائيّات (الاسم العلمي: Boidae) هي فصيلة من الثعابين العاصرة المنتشرة في غرب آسيا وشمال أفريقيا، كما تتواجد في أمريكا اللاتينية أيضا. تسمى أعضاء هذه الفصيلة بالبُوَاءات (المفرد: البُوَاء) أو الأَصَلَات (المفرد: الأَصَلَة) (بالإنجليزية: Boa). يتراوح طول ثعبان البواء الناضج من 1.5 متر إلى 5.5 متر، وبالرغم حجمها تعتبر ثعابين هذا النوع في المراحل البدائية من تطورها مقارنة بالأنواع الأخرى، لكنها تتميز أيضا بولادتها لصغارها بدون أن تضع بيضا، بالإضافة إلى مقدرتها على تسلق الأشجار بالرغم من ثقل وزنها.
من أنواع ثعابين البواء البواء العاصرة، سميت بهذا الإسم لأنها تقتل فريستها بالعصر بعدما تلف جسمها حولها مما يؤدي إلى خنقها، ومن ثم تقوم بابتلاعها دفعة واحدة. غالبا ما تكون إناث البواء أطول من الذكور. أطول ثعبان بالعالم من أنواع البواء طولها 10 م.

## أهم الأمراض
تتعرض الأصالات لعدة امراض وغالبيتها تنتج من سوء العناية أو البيئة الغير مناسبة كالحرارة والرطوبة.

### الالتهابات التنفسية
تنتج الالتهابات التنفسية للأصالات نتيجة خلل في الرطوبة والتي تؤدي لالتهابات بكتيرية، فيروسية أو فطرية ومن أعراضها :
1. ضعف الشهية.
2. إفرازات مخاطية من الفم والأنف.
3. صوت تنفس وااضح أو صوت خرخرة.
4. ضعف عام.[4]